# Campeonato Mundial de Ciclismo de Montaña de 1991
El II Campeonato Mundial de Ciclismo de Montaña se celebró en la localidad de Barga (Italia) en 1991, bajo la organización de la Unión Ciclista Internacional (UCI) y la Federación Ciclista Italiana. 
Se compitió en 2 disciplinas, las que otorgaron un total de 4 títulos de campeón mundial:
- Descenso (DH) – masculino y femenino
- Campo a través (XC) – masculino y femenino

## Resultados

### Masculino
| Evento         | Oro                       | Plata                         | Bronce                        |
| -------------- | ------------------------- | ----------------------------- | ----------------------------- |
| Descenso       | Albert Iten · Suiza ·     | John Tomac Estados Unidos     | Glen Adams Estados Unidos     |
| Campo a través | John Tomac Estados Unidos | Thomas Frischknecht · Suiza · | Edmund Overend Estados Unidos |

### Femenino
| Evento         | Oro                         | Plata                       | Bronce                  |
| -------------- | --------------------------- | --------------------------- | ----------------------- |
| Descenso       | Giovanna Bonazzi · Italia · | Nathalie Fiat Francia       | Cindy Devine · Canadá · |
| Campo a través | Ruth Matthes Estados Unidos | Eva Orvošová · Eslovaquia · | Silvia Fürst · Suiza ·  |

## Medallero
| Núm. | País           | Oro | Plata | Bronce | Total |
| ---- | -------------- | --- | ----- | ------ | ----- |
| 1    | Estados Unidos | 2   | 1     | 2      | 5     |
| 2    | Suiza          | 1   | 1     | 1      | 3     |
| 3    | Italia         | 1   | 0     | 0      | 1     |
| 4    | Eslovaquia     | 0   | 1     | 0      | 1     |
| 4    | Francia        | 0   | 1     | 0      | 1     |
| 6    | Canadá         | 0   | 0     | 1      | 1     |
|      | TOTAL          | 4   | 4     | 4      | 12    |